# Азатек
Азатек (арм. Ազատեկ) — село в Вайоцдзорской области Армении.

## География
Село расположено в южной части марза, к югу от реки Арпы, на расстоянии 24 километров к юго-востоку от города Ехегнадзор, административного центра области. Абсолютная высота — 1625 метров над уровнем моря.
Климат
Климат характеризуется как умеренно холодный, влажный (Dfb в классификации климатов Кёппена). Среднегодовая температура воздуха составляет 8,4 °C. Средняя температура самого холодного месяца (января) составляет −4,4 °С, самого жаркого месяца (июля) — 20,5 °С. Расчётная многолетняя норма атмосферных осадков — 413 мм. Наибольшее количество осадков выпадает в мае (71 мм).

## Население
| Год переписи | Население          | Население          | Население          | Население            | Население            | Население            |
| Год переписи | Наличное население | Наличное население | Наличное население | Постоянное население | Постоянное население | Постоянное население |
| Год переписи | Всего              | Мужчины            | Женщины            | Всего                | Мужчины              | Женщины              |
| ------------ | ------------------ | ------------------ | ------------------ | -------------------- | -------------------- | -------------------- |
| 2001         | 565                | 262                | 303                | 600                  | 287                  | 313                  |
| 2011         | 525                | 261                | 264                | 603                  | 304                  | 299                  |

| Год  | Численность | Численность |
| ---- | ----------- | ----------- |
| 1831 | 166         | [ 8 ]       |
| 1873 | 559         | [ 9 ]       |
| 1897 | 751         | [ 9 ]       |
| 1926 | 660         | [ 9 ]       |
| 1959 | 638         | [ 8 ]       |
| 2001 | 600         | [ 8 ]       |
| 2011 | 603         | [ 10 ]      |